# Camille Darsières
Camille Darsières (Fort-de-France, 1932 - 2006) fou un polític martiniquès. Membre d'una família de classe mitjana, es graduà en dret a la Universitat de Tolosa de Llenguadoc. Exercí el dret a la seva ciutat natal i es dedicà a la política des del 1959, quan es va unir al Partit Progressista Martiniquès, del que en fou secretari general del 1970 fins a 1999. Per aquest partit fou escollit conseller general del cantó de Fort-de-France-6 (1961-1992), conseller municipal de Fort-de-France (1965-2001) i segon tinent d'alcalde, membre del Consell Regional de Martinica (1983-2004), del que en fou segon vicepresident (1983-1986) i president (1986-1992). També ha escrit estudis històrics i articles a Le Progressiste.

## Obres
- Des origines de la nation martiniquaise, éditions Désormeaux, 1974.
- Joseph Lagrosillière, socialiste colonial, biographie en 3 tomes, éditions Désormeaux, 1999 - Tome 1: "Les années pures, 1872-1919", Tome 2: "Les années dures, 1920-1931", Tome 3: "La remontée, 1932-1950".
- Écrits Politiques.